# ぽっぷんぽっぷ
『ぽっぷんぽっぷ』 (Pop'n Pop) は、日本のタイトーから発売され1998年2月に稼働開始されたアーケード用アクションパズルゲーム。パズルゲームに固定画面シューティングゲームの要素が混じったようなゲーム性を持つ。

## ゲーム内容
操作キャラクターを操作して風船を打ち上げ、同じ色の風船を縦または横に3つ以上並べて消す。消えている状態のときは、特定の条件を除いて雲の動きが止まる。雲についた全ての風船を消せばラウンドクリア。
雲は同社の『スペースインベーダー』のように左右に動きながら下に下がる。風船がデッドラインより下に来ると、ゲームオーバー。
アーケード版の「ぱずるモード」、および家庭用移植版の「ストーリーモード」では、幾つかのエリアに分かれており、そのエリアの最後のステージにボスが登場する。ボスを倒した後は、ルートを選択することができる。連鎖でボスを一定時間気絶させることができる。なお、アーケード版のぱずるモードにはストーリーデモが無い。
対戦モードでは、対CPUまたは2人プレイのモードで、相手をゲームオーバーにするか、自分のフィールド内の風船を全て消すことで勝利。対CPU戦の「一人で対戦」は1本勝負形式でCPUを倒していくモードとなっており、対人戦の「二人で対戦」は3本勝負・2本先取形式になっている。なお、家庭用移植版ではオプションでマッチポイント数を設定変更可能（デフォルトはどちらも3本勝負）。

## アーケード版の登場キャラクター
本作ではキャラクターの名前がすべてカタカナ表記となっている。
アーケード版の声優は公表されておらず、いずれもPlayStation版で新たな声優によるボイスが録り直されている。
下段の2P側のキャラクターは2人プレイ用のモードの2P側か、1人用で2P側からプレイすることで使用できる。
バビー
- 声 - くまいもとこ（PlayStation版）

『レインボーアイランド』（1987年）の主人公。虹魔法使いの少年。後述のバブルンは彼がバブルドラゴンの姿に変身した姿。アーケード版ではバブルドラゴンの姿から元に戻る登場デモがあるが、家庭用版では虹を滑り降りるものに変更されている。
PS版とWindows版のつめぽっぷんモード、およびWindows版のみのれんしゅうモードでは、操作キャラクターがバビーに固定される。
ボビー
- 声 - 出口佳代（PlayStation版）

『レインボーアイランド』に2Pキャラクターとして登場したバビーの双子の弟。後述のボブルンは同じくバブルドラゴンに変身した姿。原作では青いシャツに紺色のオーバーオールだったが、本作のアーケード版では2P側でのキャラクター選択画面のイラストで本を持っており、黄土色のシャツにオレンジ色のオーバーオールの姿となっている。家庭用版ではアーケード版と比較してオーバーオールの色が赤くなっている。
小夜（サヨ）
- 声 - 川澄綾子（PlayStation版）

『奇々怪界』（1986年）の主人公。妖怪軍団と戦う巫女。
美紀（ミキ）
- 声 - 菊地祥子（PlayStation版）

『奇々怪界 怒涛編』に2Pキャラクターとして登場した見習い巫女で、小夜を慕う妹分。見た目は小夜と殆ど同じだが、衣装の色が異なり、アーケード版では上半身が橙色の小袖に下半身が小夜と同じ緋袴という独自の配色、家庭用版では原作通り上半身が白袖で下半身が緑色の袴になっている。
ボブ
- 声 - 松尾貴司（現・松尾まつお）（PlayStation版）

『ドンドコドン』（1989年）の主人公。魔法のハンマーを使う木こりの老人。
ジム
- 声 - 松尾貴司（現・松尾まつお）（PlayStation版）

『ドンドコドン』に2Pキャラクターとして登場したボブの弟。原作では黄色い衣装だったが、本作では緑色の衣装になっている。
ティキ
- 声 - 川澄綾子（PlayStation版）

『ニュージーランドストーリー』（1988年）の主人公。ニュージーランドに住むキウイバード。
ピューピュー
- 声 - 川澄綾子（PlayStation版）

『ニュージーランドストーリー』において、ティキに助けられた仲間の一人で、リボンを付けたティキのガールフレンド。

### 敵キャラクター
かみなりさん
- 声 - 川澄綾子（PlayStation版）

本作オリジナルキャラクター。雷様の姿をした女の子たちで、容姿の異なる者が数種類存在する。通常ステージでザコ敵として登場し、「かみなりだま」を割ると雲の上から攻撃してくる。風船を全て割ると落下して負けアクションを取る。
PS版のファミリーモードのストーリーデモにてその正体が明かされ、実はリーナ姫に仕えるポップンワールドの風の精霊だったが、暗黒大魔王に操られて手先となってしまったことが語られている。

### ボスキャラクター
ぜんちゃん
『バブルボブル』より登場。
ブー
『ニュージーランドストーリー』より登場。
魔奴化（まぬけ）
『奇々怪界』より登場。原作同様、小夜の姿に化けて登場する。
呪われた王様
『ドンドコドン』より登場。原作の裏ステージの最終ボスと同様に牛の怪物のような姿になっているが、倒すと元の姿に戻る。
暗黒大魔王（あんこくだいまおう） / スーパーダークグレートドラゴン&メカニカルもんすた
- 声 - 松尾貴司（現・松尾まつお）（PlayStation版）

『レインボーアイランド』より登場。『バブルメモリーズ』（1996年）と同様に2段階に変身する。ぱずるモードの最終ボス。
家庭用移植版のストーリーモードでは、復活して悪の軍団を結成しポップンワールドを侵略したことが語られており、こちらでも最終ボスとなっている。

## 移植版

### 一覧
| No. | タイトル                                             | 発売日                      | 対応機種                                                 | 開発元                      | 発売元                       | メディア                              | 型式                      | 備考                                                            | 出典              |
| --- | ---------------------------------------------------- | --------------------------- | -------------------------------------------------------- | --------------------------- | ---------------------------- | ------------------------------------- | ------------------------- | --------------------------------------------------------------- | ----------------- |
| 1   | ぽっぷんぽっぷ Pop'n Pop                             | 1998年10月22日 1999年       | PlayStation                                              | ドリームス I.T.L            | タイトー ビクター音楽産業    | CD-ROM                                | SLPS-01636 SLES-01971     |                                                                 |                   |
| 2   | TAITO2000円シリーズ ぽっぷんぽっぷ                   | 2000年3月9日                | PlayStation                                              | ドリームス I.T.L            | タイトー                     | CD-ROM                                | SLPM-86454                | 廉価版                                                          |                   |
| 3   | PCゲームBestシリーズ Vol.25 ぽっぷんぽっぷ Pop'n Pop | 2000年7月28日 2000年7月     | Windows 95/98                                            | ドリームス I.T.L            | サイバーフロント Vektorlogic | CD-ROM                                | -                         |                                                                 | [ 1 ]             |
| 4   | Yogi Bear: Great Balloon Blast                       | 2000年12月17日              | ゲームボーイカラー                                       | ねこぐみ                    | Bay Area Multimedia          | 8メガビットロムカセット               | CGB-BBXE-USA              | 通信ケーブル対応 『ヨギ・ベア』のキャラクターゲーム             |                   |
| 5   | ぽっぷんぽっぷ Pop'n Pop                             | 2001年2月16日 2001          | ゲームボーイカラー                                       | ねこぐみ                    | ジョルダン JVC Music Europe  | 8メガビットロムカセット               | CGB-BJPJ-JPN CGB-BPIP-EUR | 通信ケーブル対応                                                |                   |
| 6   | ぽっぷんぽっぷ                                       | 2003年1月15日               | J-スカイ （Javaアプリ）                                  | タイトー                    | タイトー                     | ダウンロード (タイトーGame selection) | -                         |                                                                 | [ 2 ]             |
| 7   | 遊遊1980円 ぽっぷんぽっぷ                            | 2004年3月5日                | Windows 95 - XP                                          | ドリームス I.T.L            | メディアカイト               | CD-ROM                                | MKY-058                   | 廉価版                                                          |                   |
| 8   | Taito Legends 2                                      | 2006年3月31日 2007年7月10日 | Windows Xbox                                             | タイトー Empire Interactive | Empire Interactive Destineer | Win:CD-ROM Xbox:DVD-ROM               | -                         | 日本未発売、アーケード版の移植 PS2版には未収録 Xbox版は欧州のみ |                   |
| 9   | ぽっぷんぽっぷ                                       | 2009年1月14日               | PlayStation 3 PlayStation Portable (PlayStation Network) | ドリームス I.T.L            | スクウェア・エニックス       | ダウンロード （ゲームアーカイブス）   | -                         | PS版の移植                                                      | [ 3 ] [ 4 ] [ 5 ] |

PlayStation版
AC版から画面デザインやイラスト等を一新。風船の発射ルールが緩和され、連鎖中にも発射できるようになり、連鎖を後付可能になった他、発射前の風船の向きの初期配置が縦向きではなく横向きになる、野良風船が登場しないなど、様々な細かいシステム変更が行われている。また、新キャラクターが多数追加され、BGMやボイス、オープニングデモも一新されている。AC版のぱずるモードに相当するモードがキャラクター別のストーリーデモを増強した「ストーリーモード」に変更された。AC版にもあった対戦モードにはストーリーデモがないが、勝利メッセージ画面が追加されている。その他、チュートリアルを兼ねてバブルンとちゃっくんを主役にしたストーリー付きの「ファミリーモード」、腕前を測定する「チャレンジモード」、詰将棋のように用意された風船のみでステージクリアを目指す「つめぽっぷんモード」が追加された。
日本版のみ特典として、同時期に発売された『Gダライアス』（PS版は1998年）と『電車でGO!』（1997年）のムービー、翌年に発売を控えた『電車でGO!2』（PS版は1999年）の体験版（中級「秋田新幹線こまち」のみプレイ可能）が収録されている。一方、欧州版はキャラクターボイスが削除されている。
Windows版
PS版をベースにしているが一部の要素が削除されており、PS版にあったチャレンジモードと他ゲームの特典映像等が未収録で、ファミリーモードの代わりに会話デモが操作説明のみに置き換えられた「れんしゅうモード」が存在する。システムはPS版準拠だが、本バージョンのみ発射する風船を反時計回りに回せるようになっている。PS版の追加キャラクターのうちデフォルトのトレミー&ロドミー、バブルン&ボブルンは登場し、ストーリーモードも収録されているが、隠しキャラクターは登場せず、「一人で対戦」モードがボスキャラクター無しの全6戦に減少している。オープニングデモは3DCGを使用した新規のものになっている。PS版と違い、欧州版にも日本版と同様のキャラクターボイスが収録されている。
ゲームボーイカラー版
PS版のキャラクターは隠しだったものも含め全員最初から使用可能だが、ゲームシステムはAC版と同様に後付連鎖がない。モードは他機種より少なく、ストーリーモードのデモは全員共通の汎用のものになっているが、通信対戦ケーブルを使った「協力プレイモード」および「通信対戦モード」、オリジナルステージを制作できる「エディットモード」を収録している。他機種と違いソフト単体で2Pキャラクターを使用できず、通信時は最初に接続した方（ホスト）が1Pキャラクター、後から接続した方（クライアント）が2Pキャラクターとなる。
北米版は『Yogi Bear: Great Balloon Blast』として、アニメ『ヨギ・ベア』（邦題『クマゴロー』）のキャラクターに差し替えられている。使用できるキャラクターはヨギ（クマゴロー）、ブーブー、シンディの3匹のみ。一方で、欧州版はそのまま日本版を元にしたローカライズだが、どちらもエディットモードが削除されている。
J-スカイ/ボーダフォンライブ/Yahoo!ケータイ版
プレイヤーキャラクターはバビーのみ。待ち受けるボスを倒す「ゲームモード」と画面内の全ての風船を消していく「パズルモード」の2種類のモードを遊べた。

### 家庭用追加キャラクター
トレミー
- 声 - 小桜エツ子

『フェアリーランドストーリー』（1985年）の主人公。お菓子の魔法を使うアルファルファ王国の第3王女。
ロドミー
- 声 - 小桜エツ子

『フェアリーランドストーリー』のデモ画面に登場した、トレミーの幼い頃からの親友のドラゴン。本作品ではストーリー冒頭で復活した邪竜ドラコリスクの影響でトレミーにそっくりな人型の少女に変身させられた姿となったが、尻尾と角は残っている。
バブルン
- 声 - 金子陽子（デザイナー）

『バブルボブル』（1986年）や『パズルボブル』（1994年）等の主人公。バビーが魔法で緑色のバブルドラゴンに変身した姿。なお、『バブルボブル』では後述のすーぱーどらんくによって変身させられた姿だったが、本作では本人がひみつの魔法で自ら変身したことが説明書に記載されている。本作ではキャラクター選択画面でバビーとは別個に登場している。アーケード版はバビーのスタート時にバブルンの姿で降りて登場するが、その際にすぐさま変身が解ける。なお、声優はバブルン・ボブルン共に当時のタイトーの女性社員である。
PS版のみのファミリーモードではバブルンが操作キャラクターに固定されている。
ボブルン
- 声 - 海野和子（ZUNTATA）

『バブルボブル』等の2Pキャラクターで、上記と同様、バビーの弟のボビーが青いバブルドラゴンに変身した姿。アーケード版のみ、ボビーのスタート時は体色が赤紫色になっている。

### PS版隠しキャラクター
Windows版には登場せず、GBC版では最初から使用可能。
ヒポポ
- 声 - 小桜エツ子

『ミズバク大冒険』（1990年）の主人公。水と森の国ウッディレイクに暮らすカバのような謎の生き物。
PS版では一人で対戦モードクリア後、出現。
タマスン
- 声 - 小桜エツ子

『ミズバク大冒険』より登場。リボンを付けたヒポポの幼なじみでガールフレンド。ただし、ヒポポの方はあまりそれにこだわっていない模様。
ちゃっくん（チャックン）
- 声 - 川澄綾子

『ちゃっくんぽっぷ』（1984年）より登場。愛に生きる謎の黄色い生き物。PS版のファミリーモードではルール説明役としても登場し、バブルンとは仲が良いが、かみなりさんを「オニさん」と間違える。口癖、あるいは語尾が「～です」。
PS版ではストーリーモードクリア後、出現。
Missちゃっくん（ミスチャックン）
- 声 - 川澄綾子

『ちゃっくんぽっぷ』より登場。リボンを付けたちゃっくんの恋人で、深い愛情で結ばれている。
どらんく（ドランク）
- 声 - くまいもとこ

『バブルボブル』に登場した強敵。ローブを羽織った酔いどれウィザードで、コーラが大好物。1P側は緑の服で、2P側は変わらずどらんくのままだが赤い服になる。PS版における一人で対戦モードの最終ボス。
PS版ではつめぽっぷんモードを全100面クリア後、出現。もしくは上記の2組を出現後、タイトル画面で特定のコマンドを入力することでも出現する。

### サブキャラクター
リーナ姫
- 声 - 菊地祥子

本作オリジナルキャラクター。魔法の風船で空に浮かぶ「ポップンワールド」の王女であったが、復活した暗黒大魔王が率いる悪の軍団によって国が征服されてしまった。囚われの身となった彼女は、密かに各ワールドの勇士たちへ魔法の風船を飛ばし、この危機を救って暗黒大魔王を倒して欲しいとメッセージを送る。

### 追加ボスキャラクター
家庭用版のストーリーモードでは、ルート選択によって新たに以下のボスが道中に登場する。
びるがん
『パズルボブル2』（1995年）より登場。
ヒョウアザラシ
『ニュージーランドストーリー』より登場。
ドラコリスク
『フェアリーランドストーリー』より登場。
ファイヤーサタン
『ミズバク大冒険』より登場。

## スタッフ
アーケード版
- プロデューサー：永田喜久、大島司
- ディレクター：西角友宏
- 企画：西角友宏、飛坐賢一
- プログラム：渡辺訓章、佐々木信也、むろふしけんいち、南雲泰人、粕谷智昭
- キャラクター・デザイン：はるたあつし
- グラフィック・デザイン：藤井一弘、ささきみゆき、坂本斉是、はるたあつし
- サウンド・ディレクト：神尾憲一
- サウンド・データ：にしかわひろし（ライトリンクミュージック）
- デザイン・ワークス：荻野英智
- 品質保証：こやまのぶひろ
- 生産統括：渡辺盛司、まつもとかずのり、あずまかずひこ、丸山詠二、なかたにたけし
- スペシャル・サンクス：松髙誠三、緒方正樹、岩崎雄二、河上聖治、前川浩之、古賀友二、清水重信、しみずふみひこ、しんたくさとし、OYAJI、SHIROMARU、きょくひろし、孫健、高梨光博、田口 純子、小栗秀暢、おおずのまさき、GRANT FREERKS、オールTGスタッフ、ライトリンクミュージック、さながわゆきこ、皆川真佐枝、たかはしてるまさ、オールITLスタッフ

ゲームボーイカラー版
- ディレクター、企画：西角友宏
- 9ステージデザイン、プログラム：むろふしけんいち
- メイン・プログラム：関拓志
- メイン・グラフィック：たかはしてるまさ
- グラフィック：栗原義昭、蔵前喜章、皆川真佐枝
- ストーリー：坂本斉是
- サウンド：にしかわひろし
- サウンド・ディレクター：神尾憲一（ライトリンクミュージック）
- スペシャル・サンクス：飛坐賢一、粕谷智昭、金子道明

## 評価
ゲーム誌『ファミ通』の「クロスレビュー」において、PlayStation版は9・5・5・6の合計25点（満40点）と標準的な評価となり、ゲームボーイカラー版は6・5・5・3の合計19点と低評価となった。
PlayStation版に関して、レビュアーからは『スペースインベーダー』との類似性が指摘された他にゲームシステムに対する賛否両論の意見が挙げられ、サワディ・ノダは『スペースインベーダー』を思わせる動作とキャラクター造形を肯定的に捉えた他に一人プレイでも楽しめるとして9点を与え、羽田隆之は本作をパズル要素のある『スペースインベーダー』であると位置付けた上で、発射した弾が遅いために「置きたいところに置けないもどかしさが楽しめる」として対戦プレイよりも一人プレイの方を推奨した。一方で、乱舞吉田はターゲットが移動するためミス時に納得がいかないと指摘し、また『パズルボブル』と比較した上で「ゲーム性、演出、プログラム技術などが見劣りする」と述べ、渡辺美紀はモードが豊富である事は評価しつつも、上方から迫る雲によって連鎖を狙う余裕がなくなる事や発射した風船の狙いが外れる事、また対人戦が全消しによる勝敗のみのため「爽快感もなく盛り上がりにも欠ける」と両名とも否定的に評価した。
ゲームボーイ版に関して、レビュアーからは『スペースインベーダー』および『パズルボブル』との類似性が指摘された他にゲームシステムに対する賛否両論の意見が挙げられ、浜村通信は本作を『スペースインベーダー』の変形であると位置付け、パズル的要素が少なく淡々と進める事で「逆に中毒性に拍車をかけている」とした他にキャラクター造形に関しても肯定的に評価、戦闘員まるこは『パズルボブル』の変形であると位置付け単純なルール故の手軽さやモードの充実、キャラクターによる性能差などを肯定的に評価した。一方で、水ピンは『スペースインベーダー』と『パズルボブル』を合成したゲームシステムに関して「狙いはわかる」と理解を示した上で「『インベーダー』色が強いため、プレイ感覚は古い」と否定的に評価、戦闘員まるこは「システムが単純ゆえに、物足りなさを感じてしまう人もいるかも」と否定的に評価、カミカゼ長田はパズル的な思考を必要としない上にシューティングゲームの力量が必要となるシステムに疑問を呈し、「やればやるほど『インベーダー』みたいな単調さが浮き彫りになってきます」と述べた他、キャラクターによる性能差が活かされていないとして3点の評価となった。